# Pseudotrochalus durbanus
Pseudotrochalus durbanus är en skalbaggsart som beskrevs av Moser 1917. Pseudotrochalus durbanus ingår i släktet Pseudotrochalus och familjen Melolonthidae. Inga underarter finns listade i Catalogue of Life.